# Rudolf Kozłowski
Rudolf Józef Kozłowski (* 15. Juli 1935 in Hindenburg) ist ein ehemaliger polnischer Gewichtheber.

## Werdegang
Rudolf Kozłowski stammt aus dem oberschlesischen Hindenburg und studierte Elektrotechnik. Der 1,56 cm große Athlet war von 1956 bis 1968 Mitglied von Górnik Zabrze. 1956 begann er auch mit dem Gewichtheben und war 1959 leistungsmäßig so weit, um an den polnischen Meisterschaften teilnehmen zu können. Bis 1972 platzierte er sich dann zehnmal unter den drei besten Hebern bei den polnischen Meisterschaften und wurde 1962 und 1964 polnischer Meister im Federgewicht (damals bis 60 kg Körpergewicht). Bei der Europameisterschaft 1960 gewann er seine erste internationale Medaille, der noch mehrere folgen sollten.
1973 siedelte Rudolf Kozłowski mit seiner Familie in die Bundesrepublik Deutschland über. Er startete noch einige Jahre für den KSV 1884 Mannheim(später auch für den AC Altrip) hauptsächlich in Mannschaftskämpfen und sehr erfolgreich bei nationalen und internationalen Meisterschaften der "Masters" (ab 35 Jahre).

## Erfolge

### Internationale Erfolge/Mehrkampf
(OS = Olympische Spiele, WM = Weltmeisterschaft, EM = Europameisterschaft, Fe = Federgewicht, Le = Leichtgewicht)
- 1960, 3. Platz, EM in Mailand, Fe, mit 307,5 kg, hinter Jewgeni Minajew, UdSSR, 360 kg und Sebastiano Mannironi, Italien, 352,5 kg;
- 1962, 4. Platz, Großer Preis von Moskau, Fe, mit 335 kg, hinter Jewgeni Kazura, UdSSR, 352,5 kg, Szabo, Ungarn, 345 kg und Medwedew, UdSSR, 342,5 kg;
- 1962, 3. Platz, WM + EM in Budapest, Fe, mit 352,5 kg, hinter Minajew, 362,5 kg und Kazura, 357,5 kg;
- 1963, 5. Platz (3. Platz), WM + EM in Stockholm, Fe, mit 342,5 kg, hinter Yoshinobu Miyake, Japan, 375 kg, Isaac Berger, USA, 367,5 kg, Imre Földi, Ungarn, 365 kg und Mannironi, 347,5 kg;
- 1964, 7. Platz, OS in Tokio, Fe, mit 357,5 kg, Sieger: Yoshinobu Miyake, 397,5 kg vor Isaac Berger, 382,5 kg;
- 1965, 1. Platz, Großer Preis der UdSSR in Moskau, Fe, mit 360 kg, vor Gluchin, UdSSR, 357,5 kg und Janos Benedek, Ungarn, 330 kg;
- 1965, 2. Platz, EM in Sofia, Fe, mit 357,5 kg, hinter Mieczysław Nowak, Polen, 365 kg und vor Petkov, Bulgarien, 340 kg;
- 1965, 3. Platz, WM in Teheran, Fe, mit 360 kg, hinter Yoshinobu Miyake, 385 kg und Nowak, 375 kg;
- 1966, 1. Platz, Baltic Cup, Fe, mit 362,5 kg, vor Lothar Block, DDR, 350 kg und Dieter Rauscher, BRD, 337,5 kg;
- 1966, 4. Platz (3. Platz), WM + EM in Berlin, Fe, mit 357,5 kg, hinter Yoshinobu Miyake, 387,5 kg, Nowak, 382,5 kg und Yoshiyuki Miyake, Japan, 370 kg;
- 1968, 3. Platz, EM in Leningrad, Fe, mit 360 kg, hinter Nowak, 380 kg und Dito Shanidze, UdSSR, 367,5 kg;
- 1969, 3. Platz, Baltic Cup in Zinnowitz, Le, mit 387,5 kg, hinter Zbigniew Kaczmarek, Polen, 402,5 kg und Dittmer, DDR, 395 kg

### Polnische Meisterschaften
- 1959, 3. Platz, Fe, mit 300 kg, hinter Marian Jankowski, 315 kg und S. Rusinowicz, 300 kg;
- 1960, 2. Platz, Fe, mit 302,5 kg, hinter Jankowski, 320 kg und vor M. Zachara, 287,5 kg;
- 1961, 2. Platz, Fe, mit 307,5 kg, hinter Jankowski, 320 kg und vor T. Zaborski, 292,5 kg;
- 1962, 1. Platz, Fe, mit 342,5 kg, vor Zaborski, 307,5 kg und Henryk Trębicki, 300 kg;
- 1964, 1. Platz, Fe, mit 365 kg, vor Mieczysław Nowak, 357,5 kg und Zaborski, 340 kg;
- 1965, 2. Platz, Le, mit 362,5 kg, hinter F. Benedik, 377,5 kg und vor A. Polakiewicz, 360 kg;
- 1966, 2. Platz, Fe, mit 365 kg, hinter Nowak, 367,5 kg und vor Proc, 355 kg;
- 1967, 2. Platz, Fe, mit 375 kg, hinter Nowak, 377,5 kg und vor Trębicki, 367,5 kg;
- 1970, 3. Platz, Fe, mit 362,5 kg, hinter Nowak, 375 kg und Trębicki, 367,5 kg;
- 1972, 3. Platz, Le, mit 390 kg, hinter Jan Wojnowski, 405 kg und H. Rum, 390 kg